# Ружановиці
Ружановиці (пол. Różanowice) — село в Польщі, у гміні Кшижанув Кутновського повіту Лодзинського воєводства.
Населення — 72 особи (2011).
У 1975-1998 роках село належало до Плоцького воєводства.

## Демографія
Демографічна структура станом на 31 березня 2011 року:
|          | Загалом | Допрацездатний вік | Працездатний вік | Постпрацездатний вік |
| -------- | ------- | ------------------ | ---------------- | -------------------- |
| Чоловіки | 29      | 6                  | 22               | 1                    |
| Жінки    | 43      | 6                  | 25               | 12                   |
| Разом    | 72      | 12                 | 47               | 13                   |